# گواردیا سانفراموندی
گواردیا سانفراموندی (به ایتالیایی: Guardia Sanframondi) یک کومونه در ایتالیا است که در استان بنونتو واقع شده‌است.

## خصوصیات
گواردیا سانفراموندی ۲۱ کیلومترمربع مساحت و ۵٬۴۷۲ نفر جمعیت دارد و ۴۲۸ متر بالاتر از سطح دریا واقع شده‌است.

## نگارخانه

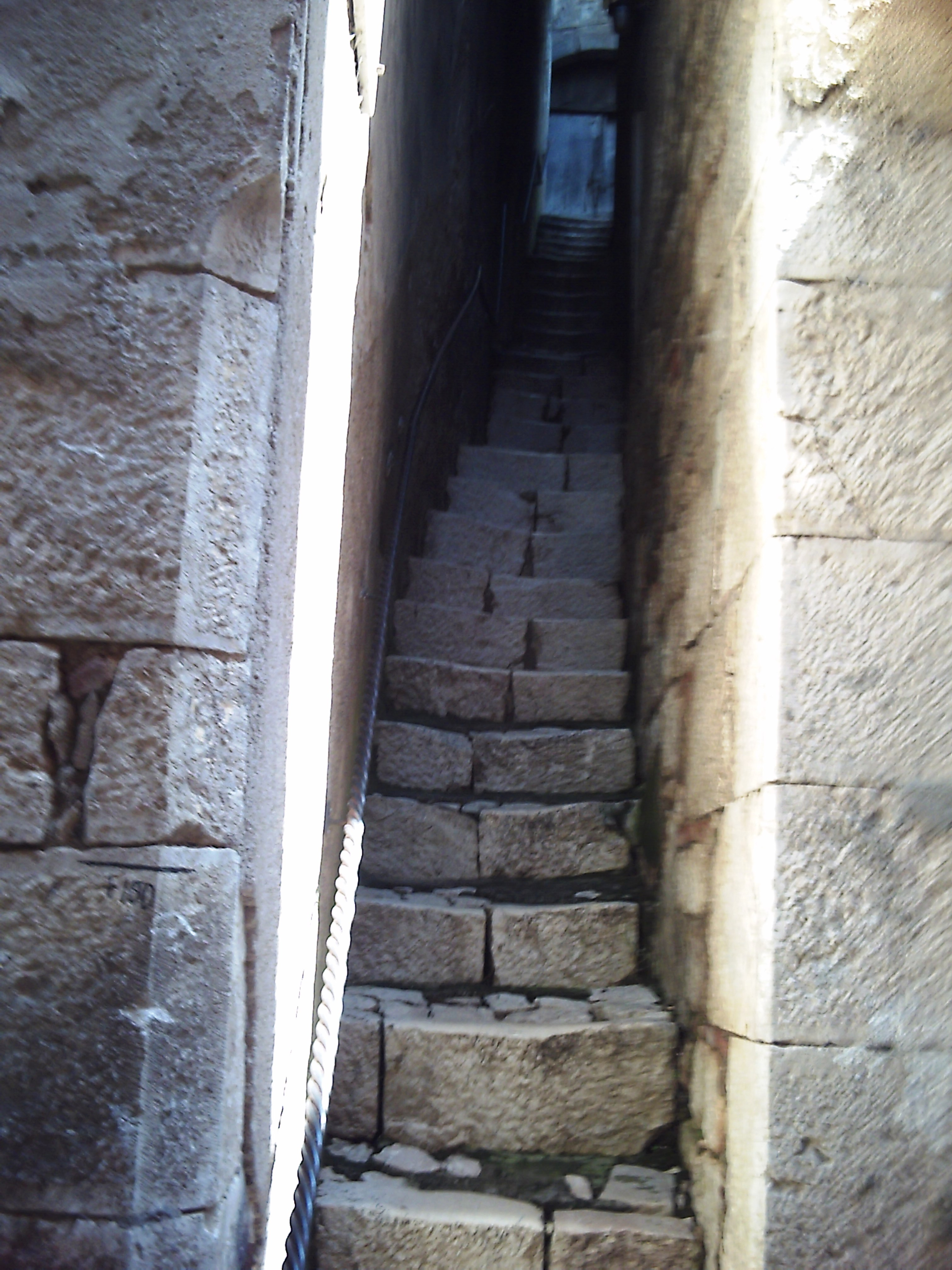
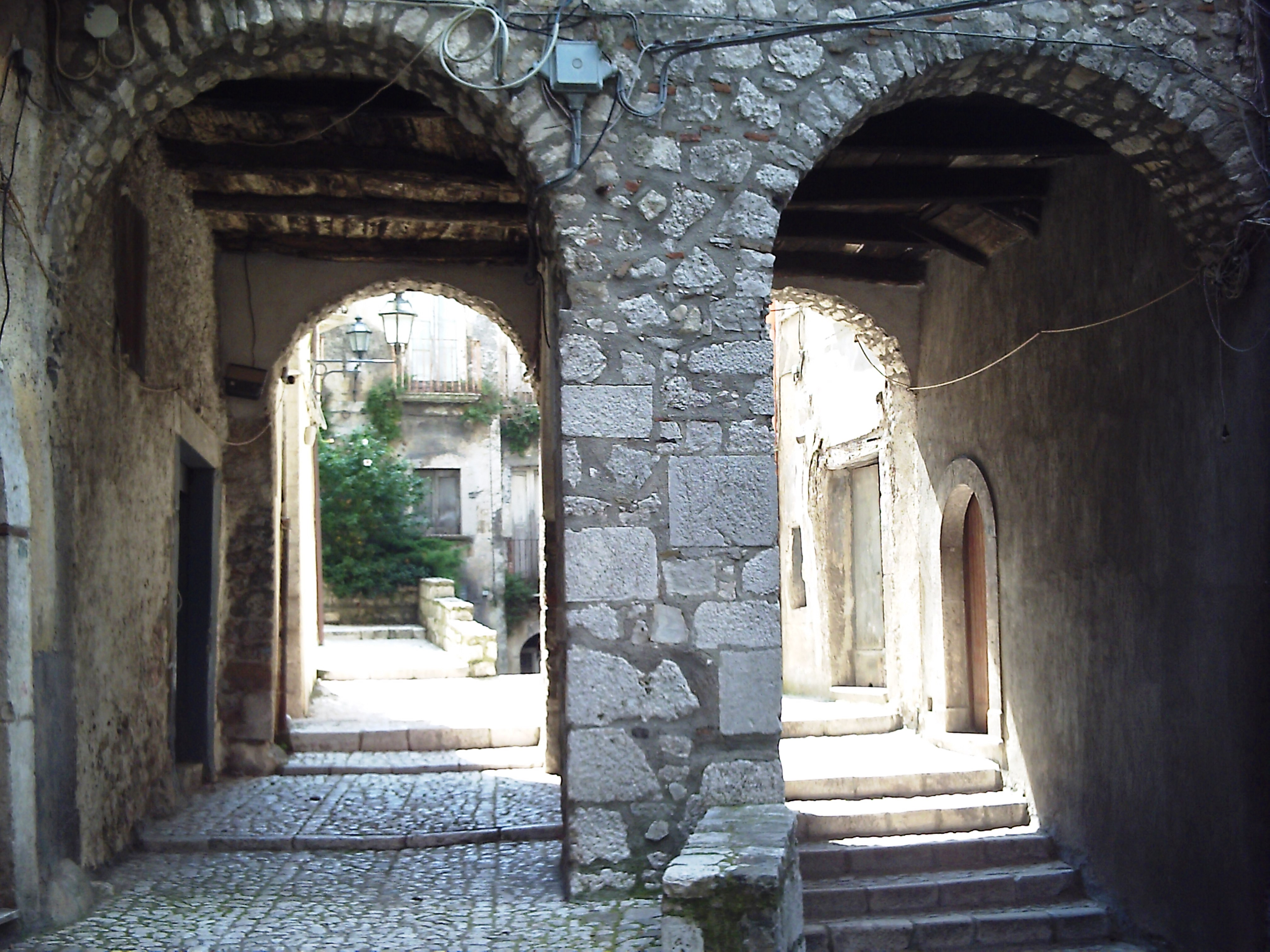
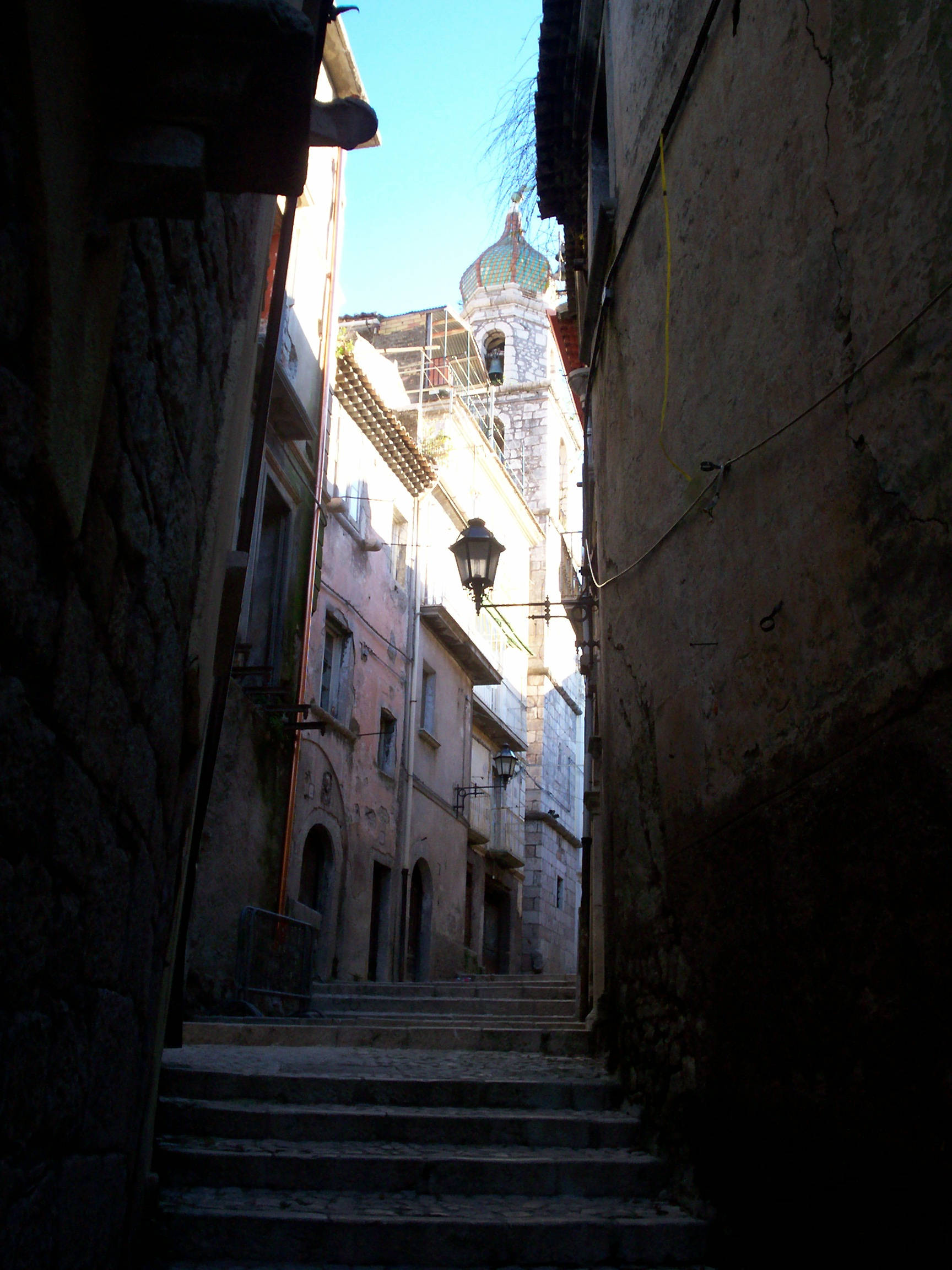
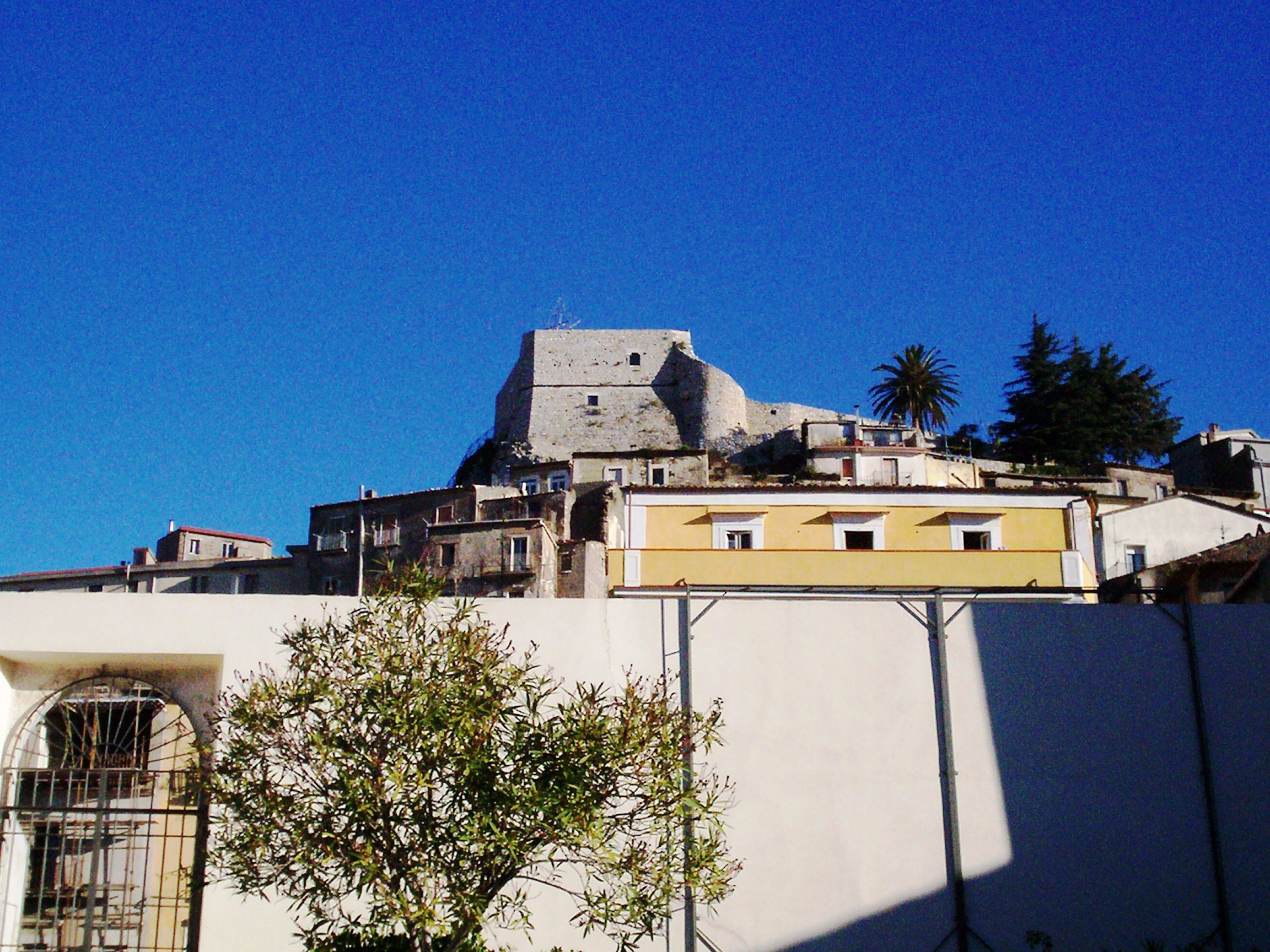
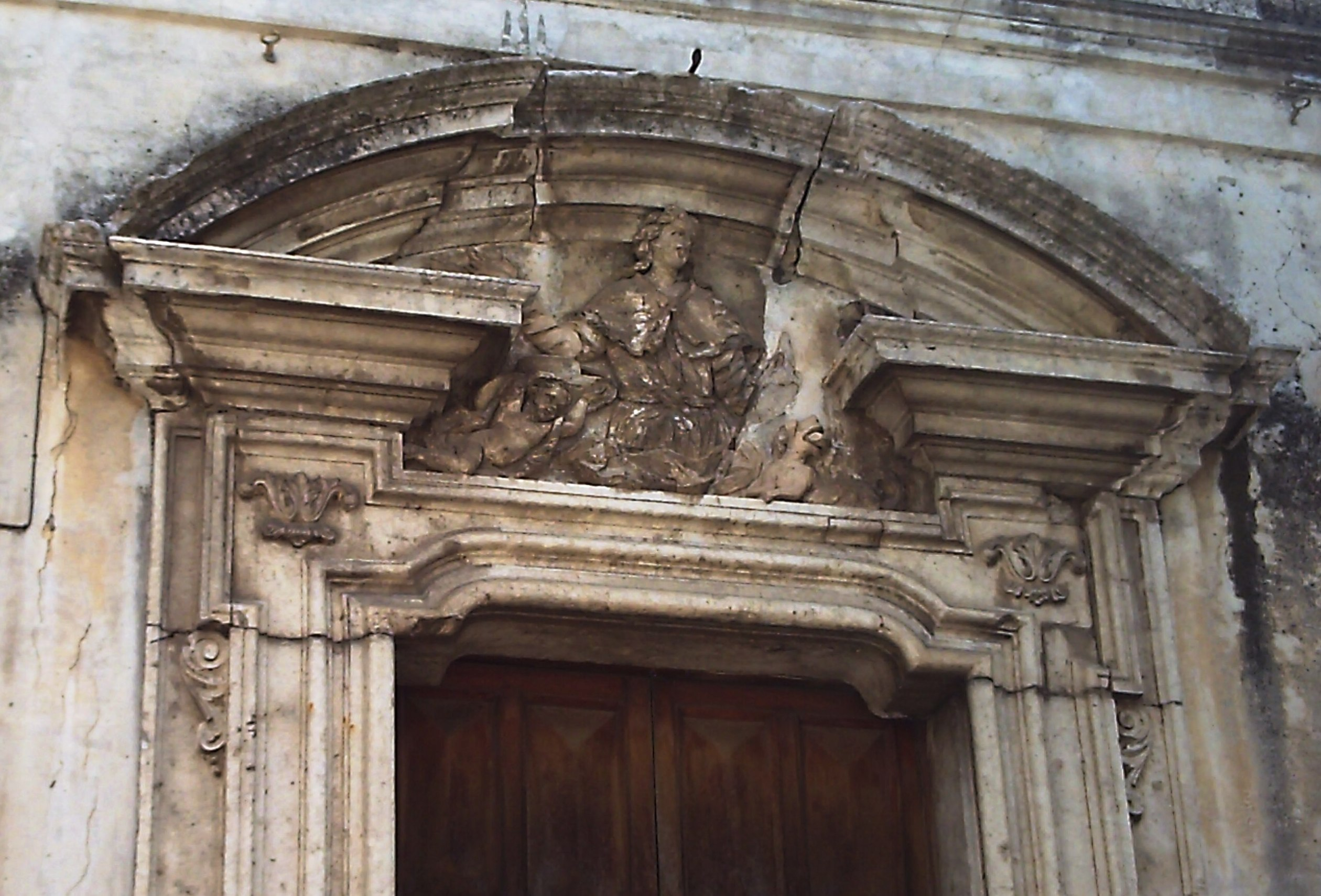
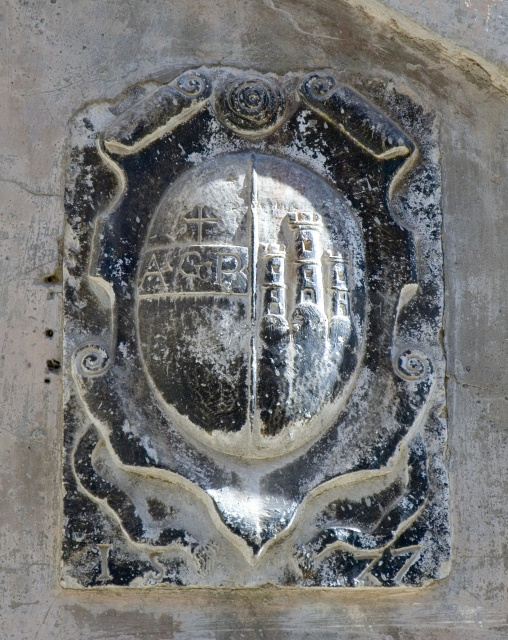
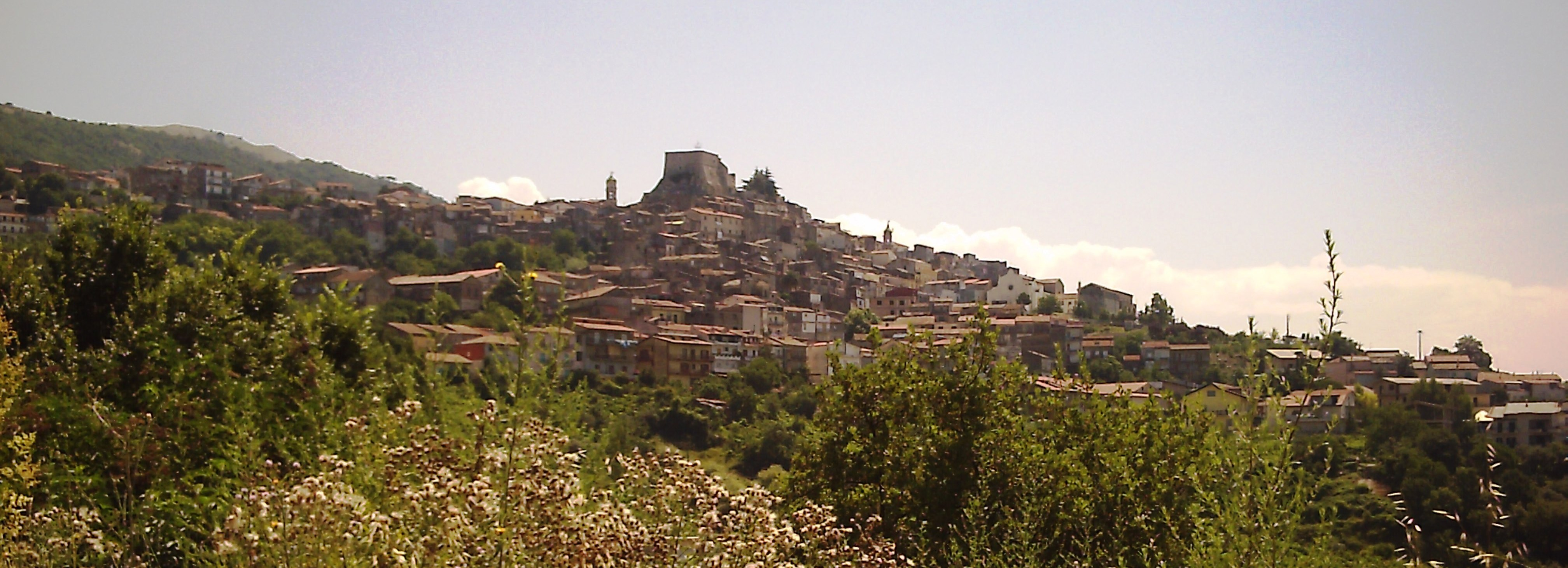
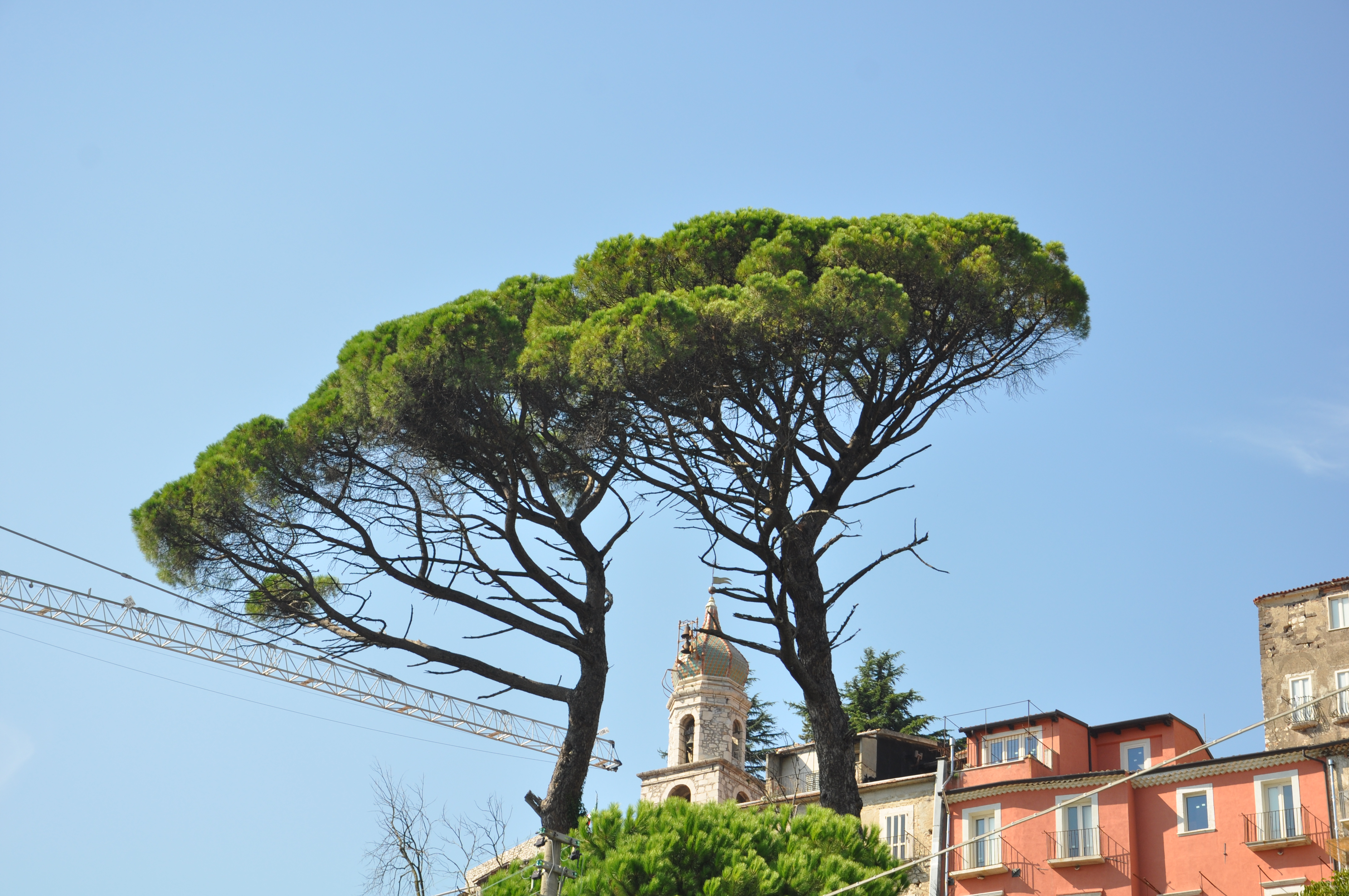
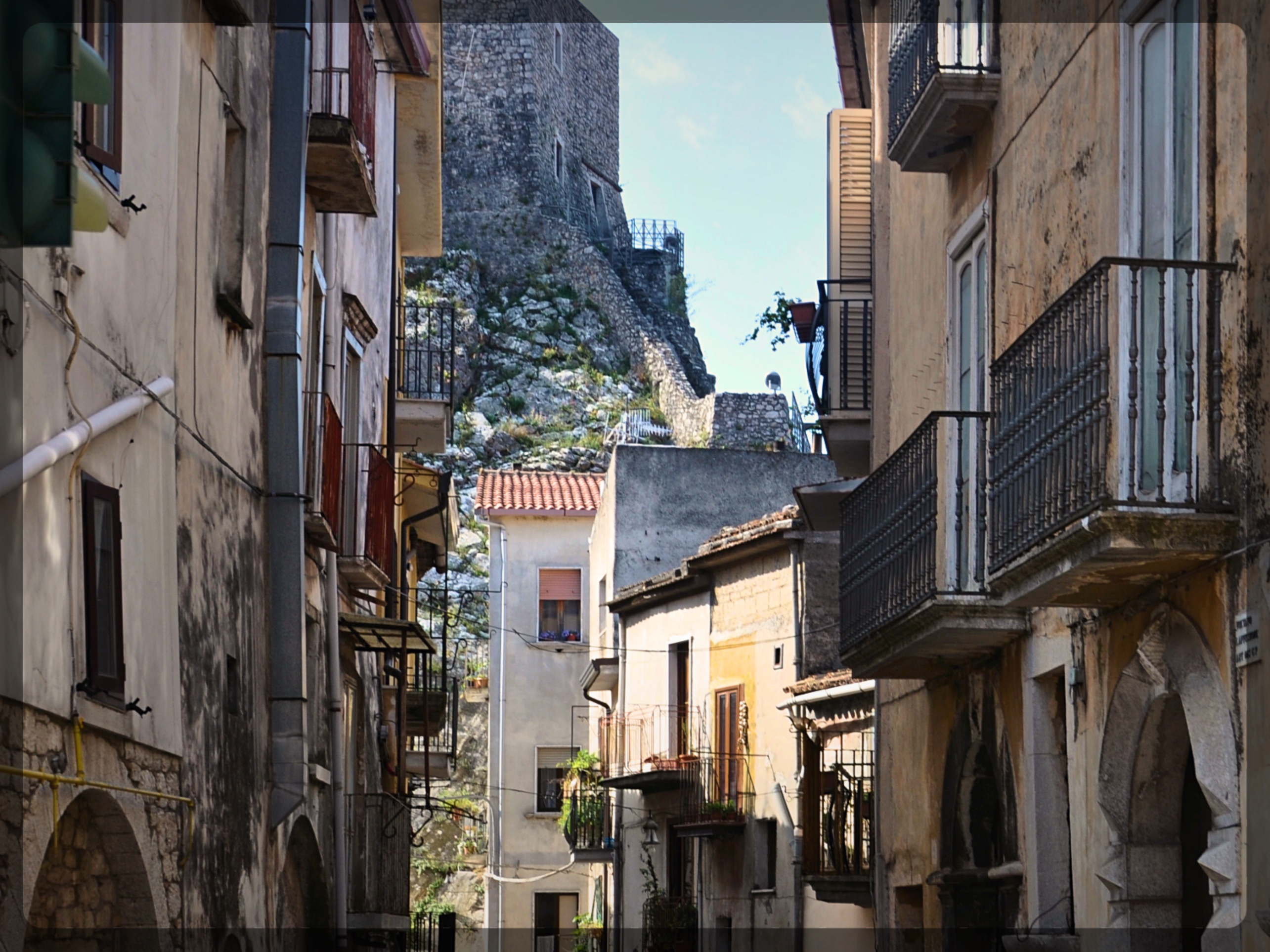
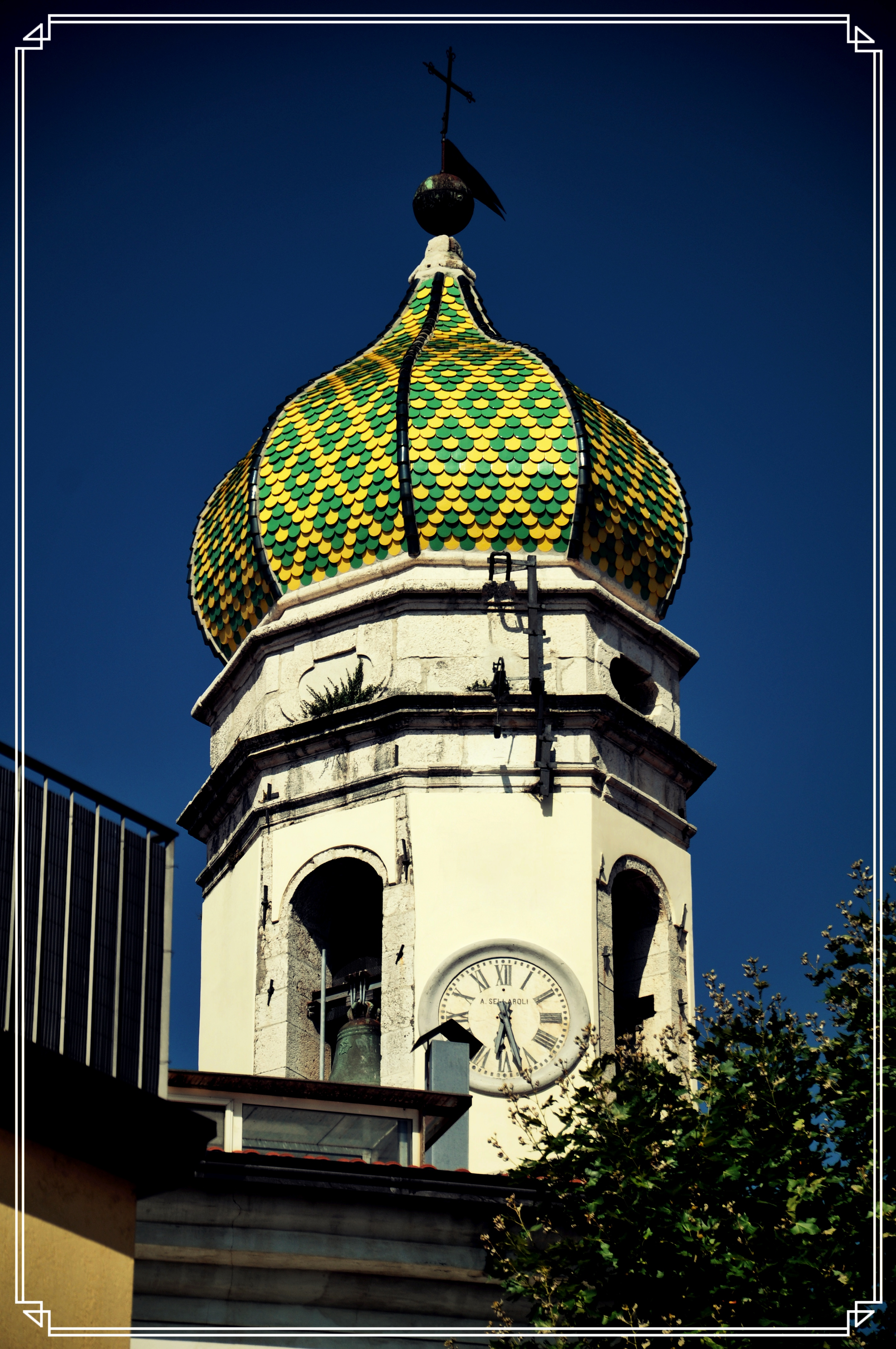